# آزمون رایت
آزمون رایت (انگلیسی: Wright's test) یک علامت بالینی است که طی آن، در صورت بالا آوردنِ دست‌ها به طرفین و چرخاندن بازوها به بیرون، نبض رادیال ضعیف یا ناپدید می‌شود. این علامت در برخی از بیماران مبتلا به نشانگان خروجی قفسه سینه رخ می‌دهد.